# Robbie Robertson (seriefigur)
Joseph "Robbie" Robertson är en fiktiv seriefigur som förekommer i Marvel Comics, skapad av Stan Lee och John Romita Sr., som första gången förekommer i Amazing Spider-Man #51 som kom ut i augusti 1967.

## Fiktiv biografi
Robbie är en man med afroamerikanska rötter som föddes i Harlem i New York. Han är gift med Martha Robertson som han har två söner med. Deras första son, Patrick Henry Robertson, dog bara ett halvår efter födseln. Deras andra son, Randy, är numera frånskild från sina föräldrar.
Robbie jobbar som journalist för tidningen Daily Bugle och är kollega till fotografen Peter Parker, Spindelmannens civila alter ego. Till skillnad från sin chef, J. Jonah Jameson, som anser att Spindelmannen är en brottsling, ser Robbie honom som en hjälte och försvarar honom från Jamesons anklagelser.
Han växte upp i Harlem och var som tonåring klasskamrat till Lonnie Thompson Lincoln, som senare blev den hänsynslösa skurken Tombstone.